# Zarys dziejów powstania i upadku reformacji w Polsce
  Zarys dziejów powstania i upadku reformacji w Polsce – praca historyczna napisana przez  historyka i publicystę Waleriana Krasińskiego, wydana po raz pierwszy w 1838 roku w Anglii. 

## Treść
Dwutomowe dzieło o oryginalnym tytule Historical sketch of the rise progress and decline of the Reformation of Poland opisuje dzieje religii w Polsce. Autor przytacza argumenty krytyczne między innymi wobec: polskiego Kościoła katolickiego, zakonu jezuitów, króla Zygmunta III Wazy oraz szlachty. W warcholstwie społeczeństwa szlacheckiego widzi jedną z głównych przyczyn utraty niepodległości przez Polskę.

## Publikacja
Pierwszy tom książki „Zarys dziejów powstania i upadku reformacji w Polsce” ukazał się w 1838, a drugi w 1840 roku. Kolejne wydania miały miejsce w językach francuskim i niemieckim. W języku polskim pierwszy tom „Zarysu dziejów powstania i upadku reformacji w Polsce” ukazał się w 1903 roku w Warszawie.